# لگام (آلت مردانه)
فرِنولوم، فرنوم یا لِگام در آلت تناسلی مرد، به چینی از پوست که زاویه تحتانی سوراخ بیرونی میزراه را به ورقه داخلی پیش‌پوست می‌چسباند گفته می‌شود.